# Tour de Turquie 2021
Pour un article plus général, voir Tour de Turquie.
La 56e édition du Tour de Turquie (nom officiel : Presidential Cycling Tour of Turkey) a lieu du 11 au 18 avril 2021, en Turquie, sur un parcours de 1 244 kilomètres. La course fait partie du calendrier UCI ProSeries en catégorie 2.Pro.
Cette épreuve est diffusée sur la chaîne turque TRT Spor 2 (tr).

## Équipes
Dix-sept équipes participent à la course, six équipes World Tour, dix équipes continentales professionnelles et une sélection nationale turque.
| WorldTeams (3)- Astana-Premier Tech - Deceuninck-Quick Step - Israel Start-Up Nation ProTeams (14)- Alpecin-Fenix - Androni Giocattoli-Sidermec - B&B Hotels p/b KTM - Bardiani CSF Faizanè - Bingoal Pauwels Sauces WB - Burgos-BH - Caja Rural-Seguros RGA - Delko - Eolo-Kometa - Euskaltel-Euskadi - Gazprom-RusVelo - Rally Cycling - Team Novo Nordisk - Uno-X Pro Cycling Team Équipes continentales (8)- À Bloc CT - Salcano Sakarya BB Team - Spor Toto Cycling Team - Nippo-Provence-PTS Conti - Sapura - Wildlife Generation Pro Cycling - Team SKS Sauerland NRW - Minsk Cycling Club |
| |

## Étapes
| Étape     | Date    | Villes étapes         | type              | Distance (km) | Dénivelé (m) | Vainqueur d'étape | Leader du classement général |
| --------- | ------- | --------------------- | ----------------- | ------------- | ------------ | ----------------- | ---------------------------- |
| 1re étape | 11 avr. | Konya – Konya         | étape de plaine   | 72,4          | 291 m        | Arvid de Kleijn   | Arvid de Kleijn              |
| 2e étape  | 12 avr. | Konya – Konya         | étape de plaine   | 144,9         | 1 313 m      | Mark Cavendish    | Mark Cavendish               |
| 3e étape  | 13 avr. | Beyşehir – Alanya     | étape de plaine   | 212,6         | 2 351 m      | Mark Cavendish    | Mark Cavendish               |
| 4e étape  | 14 avr. | Alanya – Kemer        | étape de plaine   | 184,4         | 873 m        | Mark Cavendish    | Mark Cavendish               |
| 5e étape  | 15 avr. | Kemer – Elmalı        | étape de montagne | 160,3         | 3 215 m      | José Manuel Díaz  | José Manuel Díaz             |
| 6e étape  | 16 avr. | Fethiye – Marmaris    | étape vallonnée   | 129,1         | 1 632 m      | Jasper Philipsen  | José Manuel Díaz             |
| 7e étape  | 17 avr. | Marmaris – Turgutreis | étape vallonnée   | 180           | 2 816 m      | Jasper Philipsen  | José Manuel Díaz             |
| 8e étape  | 18 avr. | Bodrum – Kuşadası     | étape vallonnée   | 160,3         | 1 601 m      | Mark Cavendish    | José Manuel Díaz             |

## Déroulement de la course

### 1reétape
Initialement prévue entre Nevşehir et Ürgüp, l'étape est déplacée à Konya en raison d'une tempête de neige et est réduite de 167,3 à 72,4 kilomètres. 
| \| Classement de l'étape \| Classement de l'étape \| Classement de l'étape \| Classement de l'étape \| Classement de l'étape \| \| Coureur \| Coureur \| Pays \| Équipe \| Temps \| \| --------------------- \| --------------------- \| --------------------- \| ---------------------- \| --------------------- \| \| 1er \| Arvid de Kleijn \| Pays-Bas \| Rally Cycling \| 1 h 35 min 38 s \| \| 2e \| Kristoffer Halvorsen \| Norvège \| Uno-X Pro Cycling Team \| + 0 s \| \| 3e \| Pierre Barbier \| France \| Delko \| + 0 s \| \| 4e \| Mark Cavendish \| Royaume-Uni \| Deceuninck-Quick Step \| + 0 s \| \| 5e \| Jasper Philipsen \| Belgique \| Alpecin-Fenix \| + 0 s \| \| 6e \| André Greipel \| Allemagne \| Israel Start-Up Nation \| + 0 s \| \| 7e \| Giovanni Lonardi \| Italie \| Bardiani CSF Faizanè \| + 0 s \| \| 8e \| Manuel Belletti \| Italie \| Eolo-Kometa \| + 0 s \| \| 9e \| Manuel Peñalver \| Espagne \| Burgos-BH \| + 0 s \| \| 10e \| Eduard-Michael Grosu \| Roumanie \| Delko \| + 0 s \| |                      |             |                        |                 |
| |                      |             |                        |                 |
| Source : ProCyclingStats |                      |             |                        |                 |
| Classement de l'étape |                      |             |                        |                 |
| Coureur | Coureur              | Pays        | Équipe                 | Temps           |
| 1er | Arvid de Kleijn      | Pays-Bas    | Rally Cycling          | 1 h 35 min 38 s |
| 2e | Kristoffer Halvorsen | Norvège     | Uno-X Pro Cycling Team | + 0 s           |
| 3e | Pierre Barbier       | France      | Delko                  | + 0 s           |
| 4e | Mark Cavendish       | Royaume-Uni | Deceuninck-Quick Step  | + 0 s           |
| 5e | Jasper Philipsen     | Belgique    | Alpecin-Fenix          | + 0 s           |
| 6e | André Greipel        | Allemagne   | Israel Start-Up Nation | + 0 s           |
| 7e | Giovanni Lonardi     | Italie      | Bardiani CSF Faizanè   | + 0 s           |
| 8e | Manuel Belletti      | Italie      | Eolo-Kometa            | + 0 s           |
| 9e | Manuel Peñalver      | Espagne     | Burgos-BH              | + 0 s           |
| 10e | Eduard-Michael Grosu | Roumanie    | Delko                  | + 0 s           |

| \| Classement général \| Classement général \| Classement général \| Classement général \| Classement général \| \| Coureur \| Coureur \| Pays \| Équipe \| Temps \| \| ------------------ \| -------------------- \| ------------------ \| ------------------------- \| ------------------ \| \| 1er \| Arvid de Kleijn \| Pays-Bas \| Rally Cycling \| 1 h 35 min 28 s \| \| 2e \| Kristoffer Halvorsen \| Norvège \| Uno-X Pro Cycling Team \| + 4 s \| \| 3e \| Pierre Barbier \| France \| Delko \| + 6 s \| \| 4e \| Sean De Bie \| Belgique \| Bingoal Pauwels Sauces WB \| + 7 s \| \| 5e \| Ivar Slik \| Pays-Bas \| À Bloc CT \| + 8 s \| \| 6e \| Vitaliy Buts \| Ukraine \| Salcano Sakarya BB \| + 9 s \| \| 7e \| Mark Cavendish \| Royaume-Uni \| Deceuninck-Quick Step \| + 10 s \| \| 8e \| Jasper Philipsen \| Belgique \| Alpecin-Fenix \| + 10 s \| \| 9e \| André Greipel \| Allemagne \| Israel Start-Up Nation \| + 10 s \| \| 10e \| Giovanni Lonardi \| Italie \| Bardiani CSF Faizanè \| + 10 s \| |                      |             |                           |                 |
| |                      |             |                           |                 |
| Source : ProCyclingStats |                      |             |                           |                 |
| Classement général |                      |             |                           |                 |
| Coureur | Coureur              | Pays        | Équipe                    | Temps           |
| 1er | Arvid de Kleijn      | Pays-Bas    | Rally Cycling             | 1 h 35 min 28 s |
| 2e | Kristoffer Halvorsen | Norvège     | Uno-X Pro Cycling Team    | + 4 s           |
| 3e | Pierre Barbier       | France      | Delko                     | + 6 s           |
| 4e | Sean De Bie          | Belgique    | Bingoal Pauwels Sauces WB | + 7 s           |
| 5e | Ivar Slik            | Pays-Bas    | À Bloc CT                 | + 8 s           |
| 6e | Vitaliy Buts         | Ukraine     | Salcano Sakarya BB        | + 9 s           |
| 7e | Mark Cavendish       | Royaume-Uni | Deceuninck-Quick Step     | + 10 s          |
| 8e | Jasper Philipsen     | Belgique    | Alpecin-Fenix             | + 10 s          |
| 9e | André Greipel        | Allemagne   | Israel Start-Up Nation    | + 10 s          |
| 10e | Giovanni Lonardi     | Italie      | Bardiani CSF Faizanè      | + 10 s          |

### 2eétape
| \| Classement de l'étape \| Classement de l'étape \| Classement de l'étape \| Classement de l'étape \| Classement de l'étape \| \| Coureur \| Coureur \| Pays \| Équipe \| Temps \| \| --------------------- \| --------------------- \| --------------------- \| ------------------------- \| --------------------- \| \| 1er \| Mark Cavendish \| Royaume-Uni \| Deceuninck-Quick Step \| 3 h 17 min 26 s \| \| 2e \| Jasper Philipsen \| Belgique \| Alpecin-Fenix \| + 0 s \| \| 3e \| André Greipel \| Allemagne \| Israel Start-Up Nation \| + 0 s \| \| 4e \| Arvid de Kleijn \| Pays-Bas \| Rally Cycling \| + 0 s \| \| 5e \| Stanisław Aniołkowski \| Pologne \| Bingoal Pauwels Sauces WB \| + 0 s \| \| 6e \| Manuel Peñalver \| Espagne \| Burgos-BH \| + 0 s \| \| 7e \| Giovanni Lonardi \| Italie \| Bardiani CSF Faizanè \| + 0 s \| \| 8e \| Luca Mozzato \| Italie \| B&B Hotels p/b KTM \| + 0 s \| \| 9e \| Rick Zabel \| Allemagne \| Israel Start-Up Nation \| + 0 s \| \| 10e \| Søren Wærenskjold \| Norvège \| Uno-X Pro Cycling Team \| + 0 s \| |                       |             |                           |                 |
| |                       |             |                           |                 |
| Source : ProCyclingStats |                       |             |                           |                 |
| Classement de l'étape |                       |             |                           |                 |
| Coureur | Coureur               | Pays        | Équipe                    | Temps           |
| 1er | Mark Cavendish        | Royaume-Uni | Deceuninck-Quick Step     | 3 h 17 min 26 s |
| 2e | Jasper Philipsen      | Belgique    | Alpecin-Fenix             | + 0 s           |
| 3e | André Greipel         | Allemagne   | Israel Start-Up Nation    | + 0 s           |
| 4e | Arvid de Kleijn       | Pays-Bas    | Rally Cycling             | + 0 s           |
| 5e | Stanisław Aniołkowski | Pologne     | Bingoal Pauwels Sauces WB | + 0 s           |
| 6e | Manuel Peñalver       | Espagne     | Burgos-BH                 | + 0 s           |
| 7e | Giovanni Lonardi      | Italie      | Bardiani CSF Faizanè      | + 0 s           |
| 8e | Luca Mozzato          | Italie      | B&B Hotels p/b KTM        | + 0 s           |
| 9e | Rick Zabel            | Allemagne   | Israel Start-Up Nation    | + 0 s           |
| 10e | Søren Wærenskjold     | Norvège     | Uno-X Pro Cycling Team    | + 0 s           |

| \| Classement général \| Classement général \| Classement général \| Classement général \| Classement général \| \| Coureur \| Coureur \| Pays \| Équipe \| Temps \| \| ------------------ \| -------------------- \| ------------------ \| ------------------------- \| ------------------ \| \| 1er \| Mark Cavendish \| Royaume-Uni \| Deceuninck-Quick Step \| 4 h 52 min 54 s \| \| 2e \| Arvid de Kleijn \| Pays-Bas \| Rally Cycling \| + 0 s \| \| 3e \| Jasper Philipsen \| Belgique \| Alpecin-Fenix \| + 4 s \| \| 4e \| Kristoffer Halvorsen \| Norvège \| Uno-X Pro Cycling Team \| + 4 s \| \| 5e \| André Greipel \| Allemagne \| Israel Start-Up Nation \| + 6 s \| \| 6e \| Pierre Barbier \| France \| Delko \| + 6 s \| \| 7e \| Artyom Zakharov \| Kazakhstan \| Astana-Premier Tech \| + 7 s \| \| 8e \| Sean De Bie \| Belgique \| Bingoal Pauwels Sauces WB \| + 7 s \| \| 9e \| Ivar Slik \| Pays-Bas \| À Bloc CT \| + 8 s \| \| 10e \| Vitaliy Buts \| Ukraine \| Salcano Sakarya BB \| + 8 s \| |                      |             |                           |                 |
| |                      |             |                           |                 |
| Source : ProCyclingStats |                      |             |                           |                 |
| Classement général |                      |             |                           |                 |
| Coureur | Coureur              | Pays        | Équipe                    | Temps           |
| 1er | Mark Cavendish       | Royaume-Uni | Deceuninck-Quick Step     | 4 h 52 min 54 s |
| 2e | Arvid de Kleijn      | Pays-Bas    | Rally Cycling             | + 0 s           |
| 3e | Jasper Philipsen     | Belgique    | Alpecin-Fenix             | + 4 s           |
| 4e | Kristoffer Halvorsen | Norvège     | Uno-X Pro Cycling Team    | + 4 s           |
| 5e | André Greipel        | Allemagne   | Israel Start-Up Nation    | + 6 s           |
| 6e | Pierre Barbier       | France      | Delko                     | + 6 s           |
| 7e | Artyom Zakharov      | Kazakhstan  | Astana-Premier Tech       | + 7 s           |
| 8e | Sean De Bie          | Belgique    | Bingoal Pauwels Sauces WB | + 7 s           |
| 9e | Ivar Slik            | Pays-Bas    | À Bloc CT                 | + 8 s           |
| 10e | Vitaliy Buts         | Ukraine     | Salcano Sakarya BB        | + 8 s           |

### 3eétape
| \| Classement de l'étape \| Classement de l'étape \| Classement de l'étape \| Classement de l'étape \| Classement de l'étape \| \| Coureur \| Coureur \| Pays \| Équipe \| Temps \| \| --------------------- \| --------------------- \| --------------------- \| ------------------------- \| --------------------- \| \| 1er \| Mark Cavendish \| Royaume-Uni \| Deceuninck-Quick Step \| 5 h 10 min 30 s \| \| 2e \| Jasper Philipsen \| Belgique \| Alpecin-Fenix \| + 0 s \| \| 3e \| Stanisław Aniołkowski \| Pologne \| Bingoal Pauwels Sauces WB \| + 0 s \| \| 4e \| Kristoffer Halvorsen \| Norvège \| Uno-X Pro Cycling Team \| + 0 s \| \| 5e \| André Greipel \| Allemagne \| Israel Start-Up Nation \| + 0 s \| \| 6e \| Manuel Belletti \| Italie \| Eolo-Kometa \| + 0 s \| \| 7e \| Arvid de Kleijn \| Pays-Bas \| Rally Cycling \| + 0 s \| \| 8e \| Lionel Taminiaux \| Belgique \| Alpecin-Fenix \| + 0 s \| \| 9e \| Eduard-Michael Grosu \| Roumanie \| Delko \| + 0 s \| \| 10e \| Giovanni Lonardi \| Italie \| Bardiani CSF Faizanè \| + 0 s \| |                       |             |                           |                 |
| |                       |             |                           |                 |
| Source : ProCyclingStats |                       |             |                           |                 |
| Classement de l'étape |                       |             |                           |                 |
| Coureur | Coureur               | Pays        | Équipe                    | Temps           |
| 1er | Mark Cavendish        | Royaume-Uni | Deceuninck-Quick Step     | 5 h 10 min 30 s |
| 2e | Jasper Philipsen      | Belgique    | Alpecin-Fenix             | + 0 s           |
| 3e | Stanisław Aniołkowski | Pologne     | Bingoal Pauwels Sauces WB | + 0 s           |
| 4e | Kristoffer Halvorsen  | Norvège     | Uno-X Pro Cycling Team    | + 0 s           |
| 5e | André Greipel         | Allemagne   | Israel Start-Up Nation    | + 0 s           |
| 6e | Manuel Belletti       | Italie      | Eolo-Kometa               | + 0 s           |
| 7e | Arvid de Kleijn       | Pays-Bas    | Rally Cycling             | + 0 s           |
| 8e | Lionel Taminiaux      | Belgique    | Alpecin-Fenix             | + 0 s           |
| 9e | Eduard-Michael Grosu  | Roumanie    | Delko                     | + 0 s           |
| 10e | Giovanni Lonardi      | Italie      | Bardiani CSF Faizanè      | + 0 s           |

| \| Classement général \| Classement général \| Classement général \| Classement général \| Classement général \| \| Coureur \| Coureur \| Pays \| Équipe \| Temps \| \| ------------------ \| --------------------- \| ------------------ \| ------------------------- \| ------------------ \| \| 1er \| Mark Cavendish \| Royaume-Uni \| Deceuninck-Quick Step \| 10 h 03 min 14 s \| \| 2e \| Jasper Philipsen \| Belgique \| Alpecin-Fenix \| + 8 s \| \| 3e \| Arvid de Kleijn \| Pays-Bas \| Rally Cycling \| + 10 s \| \| 4e \| Kristoffer Halvorsen \| Norvège \| Uno-X Pro Cycling Team \| + 14 s \| \| 5e \| André Greipel \| Allemagne \| Israel Start-Up Nation \| + 16 s \| \| 6e \| Stanisław Aniołkowski \| Pologne \| Bingoal Pauwels Sauces WB \| + 16 s \| \| 7e \| Pierre Barbier \| France \| Delko \| + 16 s \| \| 8e \| Artyom Zakharov \| Kazakhstan \| Astana-Premier Tech \| + 17 s \| \| 9e \| Garikoitz Bravo \| Espagne \| Euskaltel-Euskadi \| + 17 s \| \| 10e \| Sean De Bie \| Belgique \| Bingoal Pauwels Sauces WB \| + 17 s \| |                       |             |                           |                  |
| |                       |             |                           |                  |
| Source : ProCyclingStats |                       |             |                           |                  |
| Classement général |                       |             |                           |                  |
| Coureur | Coureur               | Pays        | Équipe                    | Temps            |
| 1er | Mark Cavendish        | Royaume-Uni | Deceuninck-Quick Step     | 10 h 03 min 14 s |
| 2e | Jasper Philipsen      | Belgique    | Alpecin-Fenix             | + 8 s            |
| 3e | Arvid de Kleijn       | Pays-Bas    | Rally Cycling             | + 10 s           |
| 4e | Kristoffer Halvorsen  | Norvège     | Uno-X Pro Cycling Team    | + 14 s           |
| 5e | André Greipel         | Allemagne   | Israel Start-Up Nation    | + 16 s           |
| 6e | Stanisław Aniołkowski | Pologne     | Bingoal Pauwels Sauces WB | + 16 s           |
| 7e | Pierre Barbier        | France      | Delko                     | + 16 s           |
| 8e | Artyom Zakharov       | Kazakhstan  | Astana-Premier Tech       | + 17 s           |
| 9e | Garikoitz Bravo       | Espagne     | Euskaltel-Euskadi         | + 17 s           |
| 10e | Sean De Bie           | Belgique    | Bingoal Pauwels Sauces WB | + 17 s           |

### 4eétape
| \| Classement de l'étape \| Classement de l'étape \| Classement de l'étape \| Classement de l'étape \| Classement de l'étape \| \| Coureur \| Coureur \| Pays \| Équipe \| Temps \| \| --------------------- \| --------------------- \| --------------------- \| ------------------------- \| --------------------- \| \| 1er \| Mark Cavendish \| Royaume-Uni \| Deceuninck-Quick Step \| 4 h 09 min 38 s \| \| 2e \| Jasper Philipsen \| Belgique \| Alpecin-Fenix \| + 0 s \| \| 3e \| Stanisław Aniołkowski \| Pologne \| Bingoal Pauwels Sauces WB \| + 0 s \| \| 4e \| Arvid de Kleijn \| Pays-Bas \| Rally Cycling \| + 0 s \| \| 5e \| Pierre Barbier \| France \| Delko \| + 0 s \| \| 6e \| David González López \| Espagne \| Caja Rural-Seguros RGA \| + 0 s \| \| 7e \| Lars Kulbe \| Allemagne \| Team SKS Sauerland NRW \| + 0 s \| \| 8e \| Luca Mozzato \| Italie \| B&B Hotels p/b KTM \| + 0 s \| \| 9e \| Martin Pluto \| Lettonie \| À Bloc CT \| + 0 s \| \| 10e \| Damiano Cima \| Italie \| Gazprom-RusVelo \| + 0 s \| |                       |             |                           |                 |
| |                       |             |                           |                 |
| Source : ProCyclingStats |                       |             |                           |                 |
| Classement de l'étape |                       |             |                           |                 |
| Coureur | Coureur               | Pays        | Équipe                    | Temps           |
| 1er | Mark Cavendish        | Royaume-Uni | Deceuninck-Quick Step     | 4 h 09 min 38 s |
| 2e | Jasper Philipsen      | Belgique    | Alpecin-Fenix             | + 0 s           |
| 3e | Stanisław Aniołkowski | Pologne     | Bingoal Pauwels Sauces WB | + 0 s           |
| 4e | Arvid de Kleijn       | Pays-Bas    | Rally Cycling             | + 0 s           |
| 5e | Pierre Barbier        | France      | Delko                     | + 0 s           |
| 6e | David González López  | Espagne     | Caja Rural-Seguros RGA    | + 0 s           |
| 7e | Lars Kulbe            | Allemagne   | Team SKS Sauerland NRW    | + 0 s           |
| 8e | Luca Mozzato          | Italie      | B&B Hotels p/b KTM        | + 0 s           |
| 9e | Martin Pluto          | Lettonie    | À Bloc CT                 | + 0 s           |
| 10e | Damiano Cima          | Italie      | Gazprom-RusVelo           | + 0 s           |

| \| Classement général \| Classement général \| Classement général \| Classement général \| Classement général \| \| Coureur \| Coureur \| Pays \| Équipe \| Temps \| \| ------------------ \| --------------------- \| ------------------ \| ------------------------- \| ------------------ \| \| 1er \| Mark Cavendish \| Royaume-Uni \| Deceuninck-Quick Step \| 14 h 12 min 42 s \| \| 2e \| Jasper Philipsen \| Belgique \| Alpecin-Fenix \| + 12 s \| \| 3e \| Arvid de Kleijn \| Pays-Bas \| Rally Cycling \| + 20 s \| \| 4e \| Stanisław Aniołkowski \| Pologne \| Bingoal Pauwels Sauces WB \| + 22 s \| \| 5e \| Kristoffer Halvorsen \| Norvège \| Uno-X Pro Cycling Team \| + 24 s \| \| 6e \| Pierre Barbier \| France \| Delko \| + 26 s \| \| 7e \| André Greipel \| Allemagne \| Israel Start-Up Nation \| + 26 s \| \| 8e \| Artyom Zakharov \| Kazakhstan \| Astana-Premier Tech \| + 27 s \| \| 9e \| Garikoitz Bravo \| Espagne \| Euskaltel-Euskadi \| + 27 s \| \| 10e \| Nur Aiman Rosli \| Malaisie \| Team Sapura Cycling \| + 27 s \| |                       |             |                           |                  |
| |                       |             |                           |                  |
| Source : ProCyclingStats |                       |             |                           |                  |
| Classement général |                       |             |                           |                  |
| Coureur | Coureur               | Pays        | Équipe                    | Temps            |
| 1er | Mark Cavendish        | Royaume-Uni | Deceuninck-Quick Step     | 14 h 12 min 42 s |
| 2e | Jasper Philipsen      | Belgique    | Alpecin-Fenix             | + 12 s           |
| 3e | Arvid de Kleijn       | Pays-Bas    | Rally Cycling             | + 20 s           |
| 4e | Stanisław Aniołkowski | Pologne     | Bingoal Pauwels Sauces WB | + 22 s           |
| 5e | Kristoffer Halvorsen  | Norvège     | Uno-X Pro Cycling Team    | + 24 s           |
| 6e | Pierre Barbier        | France      | Delko                     | + 26 s           |
| 7e | André Greipel         | Allemagne   | Israel Start-Up Nation    | + 26 s           |
| 8e | Artyom Zakharov       | Kazakhstan  | Astana-Premier Tech       | + 27 s           |
| 9e | Garikoitz Bravo       | Espagne     | Euskaltel-Euskadi         | + 27 s           |
| 10e | Nur Aiman Rosli       | Malaisie    | Team Sapura Cycling       | + 27 s           |

### 5eétape
| \| Classement de l'étape \| Classement de l'étape \| Classement de l'étape \| Classement de l'étape \| Classement de l'étape \| \| Coureur \| Coureur \| Pays \| Équipe \| Temps \| \| --------------------- \| --------------------- \| --------------------- \| --------------------------- \| --------------------- \| \| 1er \| José Manuel Díaz \| Espagne \| Delko \| 4 h 25 min 25 s \| \| 2e \| Jay Vine \| Australie \| Alpecin-Fenix \| + 0 s \| \| 3e \| Eduardo Sepúlveda \| Argentine \| Androni Giocattoli-Sidermec \| + 0 s \| \| 4e \| Anders Johannessen \| Norvège \| Uno-X Pro Cycling Team \| + 15 s \| \| 5e \| Jhojan García \| Colombie \| Caja Rural-Seguros RGA \| + 15 s \| \| 6e \| Merhawi Kudus \| Érythrée \| Astana-Premier Tech \| + 18 s \| \| 7e \| Anthon Charmig \| Danemark \| Uno-X Pro Cycling Team \| + 20 s \| \| 8e \| Delio Fernández \| Espagne \| Delko \| + 23 s \| \| 9e \| Quentin Pacher \| France \| B&B Hotels p/b KTM \| + 38 s \| \| 10e \| Artem Nych \| Russie \| Gazprom-RusVelo \| + 42 s \| |                    |           |                             |                 |
| |                    |           |                             |                 |
| Source : ProCyclingStats |                    |           |                             |                 |
| Classement de l'étape |                    |           |                             |                 |
| Coureur | Coureur            | Pays      | Équipe                      | Temps           |
| 1er | José Manuel Díaz   | Espagne   | Delko                       | 4 h 25 min 25 s |
| 2e | Jay Vine           | Australie | Alpecin-Fenix               | + 0 s           |
| 3e | Eduardo Sepúlveda  | Argentine | Androni Giocattoli-Sidermec | + 0 s           |
| 4e | Anders Johannessen | Norvège   | Uno-X Pro Cycling Team      | + 15 s          |
| 5e | Jhojan García      | Colombie  | Caja Rural-Seguros RGA      | + 15 s          |
| 6e | Merhawi Kudus      | Érythrée  | Astana-Premier Tech         | + 18 s          |
| 7e | Anthon Charmig     | Danemark  | Uno-X Pro Cycling Team      | + 20 s          |
| 8e | Delio Fernández    | Espagne   | Delko                       | + 23 s          |
| 9e | Quentin Pacher     | France    | B&B Hotels p/b KTM          | + 38 s          |
| 10e | Artem Nych         | Russie    | Gazprom-RusVelo             | + 42 s          |

| \| Classement général \| Classement général \| Classement général \| Classement général \| Classement général \| \| Coureur \| Coureur \| Pays \| Équipe \| Temps \| \| ------------------ \| ------------------ \| ------------------ \| --------------------------- \| ------------------ \| \| 1er \| José Manuel Díaz \| Espagne \| Delko \| 18 h 38 min 27 s \| \| 2e \| Jay Vine \| Australie \| Alpecin-Fenix \| + 4 s \| \| 3e \| Eduardo Sepúlveda \| Argentine \| Androni Giocattoli-Sidermec \| + 6 s \| \| 4e \| Jhojan García \| Colombie \| Caja Rural-Seguros RGA \| + 25 s \| \| 5e \| Merhawi Kudus \| Érythrée \| Astana-Premier Tech \| + 28 s \| \| 6e \| Anthon Charmig \| Danemark \| Uno-X Pro Cycling Team \| + 30 s \| \| 7e \| Delio Fernández \| Espagne \| Delko \| + 33 s \| \| 8e \| Quentin Pacher \| France \| B&B Hotels p/b KTM \| + 48 s \| \| 9e \| Artem Nych \| Russie \| Gazprom-RusVelo \| + 52 s \| \| 10e \| Anders Johannessen \| Norvège \| Uno-X Pro Cycling Team \| + 55 s \| |                    |           |                             |                  |
| |                    |           |                             |                  |
| Source : ProCyclingStats |                    |           |                             |                  |
| Classement général |                    |           |                             |                  |
| Coureur | Coureur            | Pays      | Équipe                      | Temps            |
| 1er | José Manuel Díaz   | Espagne   | Delko                       | 18 h 38 min 27 s |
| 2e | Jay Vine           | Australie | Alpecin-Fenix               | + 4 s            |
| 3e | Eduardo Sepúlveda  | Argentine | Androni Giocattoli-Sidermec | + 6 s            |
| 4e | Jhojan García      | Colombie  | Caja Rural-Seguros RGA      | + 25 s           |
| 5e | Merhawi Kudus      | Érythrée  | Astana-Premier Tech         | + 28 s           |
| 6e | Anthon Charmig     | Danemark  | Uno-X Pro Cycling Team      | + 30 s           |
| 7e | Delio Fernández    | Espagne   | Delko                       | + 33 s           |
| 8e | Quentin Pacher     | France    | B&B Hotels p/b KTM          | + 48 s           |
| 9e | Artem Nych         | Russie    | Gazprom-RusVelo             | + 52 s           |
| 10e | Anders Johannessen | Norvège   | Uno-X Pro Cycling Team      | + 55 s           |

### 6eétape
| \| Classement de l'étape \| Classement de l'étape \| Classement de l'étape \| Classement de l'étape \| Classement de l'étape \| \| Coureur \| Coureur \| Pays \| Équipe \| Temps \| \| --------------------- \| --------------------- \| --------------------- \| ------------------------- \| --------------------- \| \| 1er \| Jasper Philipsen \| Belgique \| Alpecin-Fenix \| 2 h 55 min 50 s \| \| 2e \| André Greipel \| Allemagne \| Israel Start-Up Nation \| + 0 s \| \| 3e \| Kristoffer Halvorsen \| Norvège \| Uno-X Pro Cycling Team \| + 0 s \| \| 4e \| Mark Cavendish \| Royaume-Uni \| Deceuninck-Quick Step \| + 0 s \| \| 5e \| Stanisław Aniołkowski \| Pologne \| Bingoal Pauwels Sauces WB \| + 0 s \| \| 6e \| Luca Mozzato \| Italie \| B&B Hotels p/b KTM \| + 0 s \| \| 7e \| Giovanni Lonardi \| Italie \| Bardiani CSF Faizanè \| + 0 s \| \| 8e \| Vincenzo Albanese \| Italie \| Eolo-Kometa \| + 0 s \| \| 9e \| Igor Boev \| Russie \| Gazprom-RusVelo \| + 0 s \| \| 10e \| Martin Pluto \| Lettonie \| À Bloc CT \| + 0 s \| |                       |             |                           |                 |
| |                       |             |                           |                 |
| Source : ProCyclingStats |                       |             |                           |                 |
| Classement de l'étape |                       |             |                           |                 |
| Coureur | Coureur               | Pays        | Équipe                    | Temps           |
| 1er | Jasper Philipsen      | Belgique    | Alpecin-Fenix             | 2 h 55 min 50 s |
| 2e | André Greipel         | Allemagne   | Israel Start-Up Nation    | + 0 s           |
| 3e | Kristoffer Halvorsen  | Norvège     | Uno-X Pro Cycling Team    | + 0 s           |
| 4e | Mark Cavendish        | Royaume-Uni | Deceuninck-Quick Step     | + 0 s           |
| 5e | Stanisław Aniołkowski | Pologne     | Bingoal Pauwels Sauces WB | + 0 s           |
| 6e | Luca Mozzato          | Italie      | B&B Hotels p/b KTM        | + 0 s           |
| 7e | Giovanni Lonardi      | Italie      | Bardiani CSF Faizanè      | + 0 s           |
| 8e | Vincenzo Albanese     | Italie      | Eolo-Kometa               | + 0 s           |
| 9e | Igor Boev             | Russie      | Gazprom-RusVelo           | + 0 s           |
| 10e | Martin Pluto          | Lettonie    | À Bloc CT                 | + 0 s           |

| \| Classement général \| Classement général \| Classement général \| Classement général \| Classement général \| \| Coureur \| Coureur \| Pays \| Équipe \| Temps \| \| ------------------ \| ------------------ \| ------------------ \| --------------------------- \| ------------------ \| \| 1er \| José Manuel Díaz \| Espagne \| Delko \| 21 h 34 min 17 s \| \| 2e \| Jay Vine \| Australie \| Alpecin-Fenix \| + 4 s \| \| 3e \| Eduardo Sepúlveda \| Argentine \| Androni Giocattoli-Sidermec \| + 6 s \| \| 4e \| Jhojan García \| Colombie \| Caja Rural-Seguros RGA \| + 25 s \| \| 5e \| Merhawi Kudus \| Érythrée \| Astana-Premier Tech \| + 28 s \| \| 6e \| Anthon Charmig \| Danemark \| Uno-X Pro Cycling Team \| + 30 s \| \| 7e \| Delio Fernández \| Espagne \| Delko \| + 33 s \| \| 8e \| Quentin Pacher \| France \| B&B Hotels p/b KTM \| + 48 s \| \| 9e \| Artem Nych \| Russie \| Gazprom-RusVelo \| + 52 s \| \| 10e \| Anders Johannessen \| Norvège \| Uno-X Pro Cycling Team \| + 55 s \| |                    |           |                             |                  |
| |                    |           |                             |                  |
| Source : ProCyclingStats |                    |           |                             |                  |
| Classement général |                    |           |                             |                  |
| Coureur | Coureur            | Pays      | Équipe                      | Temps            |
| 1er | José Manuel Díaz   | Espagne   | Delko                       | 21 h 34 min 17 s |
| 2e | Jay Vine           | Australie | Alpecin-Fenix               | + 4 s            |
| 3e | Eduardo Sepúlveda  | Argentine | Androni Giocattoli-Sidermec | + 6 s            |
| 4e | Jhojan García      | Colombie  | Caja Rural-Seguros RGA      | + 25 s           |
| 5e | Merhawi Kudus      | Érythrée  | Astana-Premier Tech         | + 28 s           |
| 6e | Anthon Charmig     | Danemark  | Uno-X Pro Cycling Team      | + 30 s           |
| 7e | Delio Fernández    | Espagne   | Delko                       | + 33 s           |
| 8e | Quentin Pacher     | France    | B&B Hotels p/b KTM          | + 48 s           |
| 9e | Artem Nych         | Russie    | Gazprom-RusVelo             | + 52 s           |
| 10e | Anders Johannessen | Norvège   | Uno-X Pro Cycling Team      | + 55 s           |

### 7eétape
| \| Classement de l'étape \| Classement de l'étape \| Classement de l'étape \| Classement de l'étape \| Classement de l'étape \| \| Coureur \| Coureur \| Pays \| Équipe \| Temps \| \| --------------------- \| --------------------- \| --------------------- \| ------------------------- \| --------------------- \| \| 1er \| Jasper Philipsen \| Belgique \| Alpecin-Fenix \| 4 h 20 min 45 s \| \| 2e \| André Greipel \| Allemagne \| Israel Start-Up Nation \| + 0 s \| \| 3e \| Mark Cavendish \| Royaume-Uni \| Deceuninck-Quick Step \| + 0 s \| \| 4e \| Stanisław Aniołkowski \| Pologne \| Bingoal Pauwels Sauces WB \| + 0 s \| \| 5e \| Vincenzo Albanese \| Italie \| Eolo-Kometa \| + 0 s \| \| 6e \| Rick Zabel \| Allemagne \| Israel Start-Up Nation \| + 0 s \| \| 7e \| Luca Wackermann \| Italie \| Eolo-Kometa \| + 0 s \| \| 8e \| Gleb Brussenskiy \| Kazakhstan \| Astana-Premier Tech \| + 0 s \| \| 9e \| Giovanni Lonardi \| Italie \| Bardiani CSF Faizanè \| + 0 s \| \| 10e \| Ahmet Örken \| Turquie \| Team Sapura Cycling \| + 0 s \| |                       |             |                           |                 |
| |                       |             |                           |                 |
| Source : ProCyclingStats |                       |             |                           |                 |
| Classement de l'étape |                       |             |                           |                 |
| Coureur | Coureur               | Pays        | Équipe                    | Temps           |
| 1er | Jasper Philipsen      | Belgique    | Alpecin-Fenix             | 4 h 20 min 45 s |
| 2e | André Greipel         | Allemagne   | Israel Start-Up Nation    | + 0 s           |
| 3e | Mark Cavendish        | Royaume-Uni | Deceuninck-Quick Step     | + 0 s           |
| 4e | Stanisław Aniołkowski | Pologne     | Bingoal Pauwels Sauces WB | + 0 s           |
| 5e | Vincenzo Albanese     | Italie      | Eolo-Kometa               | + 0 s           |
| 6e | Rick Zabel            | Allemagne   | Israel Start-Up Nation    | + 0 s           |
| 7e | Luca Wackermann       | Italie      | Eolo-Kometa               | + 0 s           |
| 8e | Gleb Brussenskiy      | Kazakhstan  | Astana-Premier Tech       | + 0 s           |
| 9e | Giovanni Lonardi      | Italie      | Bardiani CSF Faizanè      | + 0 s           |
| 10e | Ahmet Örken           | Turquie     | Team Sapura Cycling       | + 0 s           |

| \| Classement général \| Classement général \| Classement général \| Classement général \| Classement général \| \| Coureur \| Coureur \| Pays \| Équipe \| Temps \| \| ------------------ \| ------------------ \| ------------------ \| --------------------------- \| ------------------ \| \| 1er \| José Manuel Díaz \| Espagne \| Delko \| 25 h 55 min 02 s \| \| 2e \| Jay Vine \| Australie \| Alpecin-Fenix \| + 1 s \| \| 3e \| Eduardo Sepúlveda \| Argentine \| Androni Giocattoli-Sidermec \| + 6 s \| \| 4e \| Jhojan García \| Colombie \| Caja Rural-Seguros RGA \| + 25 s \| \| 5e \| Merhawi Kudus \| Érythrée \| Astana-Premier Tech \| + 28 s \| \| 6e \| Anthon Charmig \| Danemark \| Uno-X Pro Cycling Team \| + 30 s \| \| 7e \| Delio Fernández \| Espagne \| Delko \| + 33 s \| \| 8e \| Artem Nych \| Russie \| Gazprom-RusVelo \| + 52 s \| \| 9e \| Anders Johannessen \| Norvège \| Uno-X Pro Cycling Team \| + 55 s \| \| 10e \| Garikoitz Bravo \| Espagne \| Euskaltel-Euskadi \| + 1 min 01 s \| |                    |           |                             |                  |
| |                    |           |                             |                  |
| Source : ProCyclingStats |                    |           |                             |                  |
| Classement général |                    |           |                             |                  |
| Coureur | Coureur            | Pays      | Équipe                      | Temps            |
| 1er | José Manuel Díaz   | Espagne   | Delko                       | 25 h 55 min 02 s |
| 2e | Jay Vine           | Australie | Alpecin-Fenix               | + 1 s            |
| 3e | Eduardo Sepúlveda  | Argentine | Androni Giocattoli-Sidermec | + 6 s            |
| 4e | Jhojan García      | Colombie  | Caja Rural-Seguros RGA      | + 25 s           |
| 5e | Merhawi Kudus      | Érythrée  | Astana-Premier Tech         | + 28 s           |
| 6e | Anthon Charmig     | Danemark  | Uno-X Pro Cycling Team      | + 30 s           |
| 7e | Delio Fernández    | Espagne   | Delko                       | + 33 s           |
| 8e | Artem Nych         | Russie    | Gazprom-RusVelo             | + 52 s           |
| 9e | Anders Johannessen | Norvège   | Uno-X Pro Cycling Team      | + 55 s           |
| 10e | Garikoitz Bravo    | Espagne   | Euskaltel-Euskadi           | + 1 min 01 s     |

### 8eétape
| \| Classement de l'étape \| Classement de l'étape \| Classement de l'étape \| Classement de l'étape \| Classement de l'étape \| \| Coureur \| Coureur \| Pays \| Équipe \| Temps \| \| --------------------- \| --------------------- \| --------------------- \| ------------------------- \| --------------------- \| \| 1er \| Mark Cavendish \| Royaume-Uni \| Deceuninck-Quick Step \| 3 h 24 min 38 s \| \| 2e \| Jasper Philipsen \| Belgique \| Alpecin-Fenix \| + 0 s \| \| 3e \| Kristoffer Halvorsen \| Norvège \| Uno-X Pro Cycling Team \| + 0 s \| \| 4e \| André Greipel \| Allemagne \| Israel Start-Up Nation \| + 0 s \| \| 5e \| Giovanni Lonardi \| Italie \| Bardiani CSF Faizanè \| + 0 s \| \| 6e \| Vincenzo Albanese \| Italie \| Eolo-Kometa \| + 0 s \| \| 7e \| Stanisław Aniołkowski \| Pologne \| Bingoal Pauwels Sauces WB \| + 0 s \| \| 8e \| Damiano Cima \| Italie \| Gazprom-RusVelo \| + 0 s \| \| 9e \| Jokin Aranburu \| Espagne \| Euskaltel-Euskadi \| + 0 s \| \| 10e \| Ahmet Örken \| Turquie \| Team Sapura Cycling \| + 0 s \| |                       |             |                           |                 |
| |                       |             |                           |                 |
| Source : ProCyclingStats |                       |             |                           |                 |
| Classement de l'étape |                       |             |                           |                 |
| Coureur | Coureur               | Pays        | Équipe                    | Temps           |
| 1er | Mark Cavendish        | Royaume-Uni | Deceuninck-Quick Step     | 3 h 24 min 38 s |
| 2e | Jasper Philipsen      | Belgique    | Alpecin-Fenix             | + 0 s           |
| 3e | Kristoffer Halvorsen  | Norvège     | Uno-X Pro Cycling Team    | + 0 s           |
| 4e | André Greipel         | Allemagne   | Israel Start-Up Nation    | + 0 s           |
| 5e | Giovanni Lonardi      | Italie      | Bardiani CSF Faizanè      | + 0 s           |
| 6e | Vincenzo Albanese     | Italie      | Eolo-Kometa               | + 0 s           |
| 7e | Stanisław Aniołkowski | Pologne     | Bingoal Pauwels Sauces WB | + 0 s           |
| 8e | Damiano Cima          | Italie      | Gazprom-RusVelo           | + 0 s           |
| 9e | Jokin Aranburu        | Espagne     | Euskaltel-Euskadi         | + 0 s           |
| 10e | Ahmet Örken           | Turquie     | Team Sapura Cycling       | + 0 s           |

## Classements finals

### Classement général final
| \| Classement général \| Classement général \| Classement général \| Classement général \| Classement général \| \| Coureur \| Coureur \| Pays \| Équipe \| Temps \| \| ------------------ \| ------------------ \| ------------------ \| --------------------------- \| ------------------ \| \| 1er \| José Manuel Díaz \| Espagne \| Delko \| 29 h 19 min 40 s \| \| 2e \| Jay Vine \| Australie \| Alpecin-Fenix \| + 1 s \| \| 3e \| Eduardo Sepúlveda \| Argentine \| Androni Giocattoli-Sidermec \| + 6 s \| \| 4e \| Jhojan García \| Colombie \| Caja Rural-Seguros RGA \| + 25 s \| \| 5e \| Merhawi Kudus \| Érythrée \| Astana-Premier Tech \| + 28 s \| \| 6e \| Anthon Charmig \| Danemark \| Uno-X Pro Cycling Team \| + 30 s \| \| 7e \| Delio Fernández \| Espagne \| Delko \| + 33 s \| \| 8e \| Artem Nych \| Russie \| Gazprom-RusVelo \| + 52 s \| \| 9e \| Anders Johannessen \| Norvège \| Uno-X Pro Cycling Team \| + 55 s \| \| 10e \| Garikoitz Bravo \| Espagne \| Euskaltel-Euskadi \| + 1 min 01 s \| |                    |           |                             |                  |
| |                    |           |                             |                  |
| Source : ProCyclingStats |                    |           |                             |                  |
| Classement général |                    |           |                             |                  |
| Coureur | Coureur            | Pays      | Équipe                      | Temps            |
| 1er | José Manuel Díaz   | Espagne   | Delko                       | 29 h 19 min 40 s |
| 2e | Jay Vine           | Australie | Alpecin-Fenix               | + 1 s            |
| 3e | Eduardo Sepúlveda  | Argentine | Androni Giocattoli-Sidermec | + 6 s            |
| 4e | Jhojan García      | Colombie  | Caja Rural-Seguros RGA      | + 25 s           |
| 5e | Merhawi Kudus      | Érythrée  | Astana-Premier Tech         | + 28 s           |
| 6e | Anthon Charmig     | Danemark  | Uno-X Pro Cycling Team      | + 30 s           |
| 7e | Delio Fernández    | Espagne   | Delko                       | + 33 s           |
| 8e | Artem Nych         | Russie    | Gazprom-RusVelo             | + 52 s           |
| 9e | Anders Johannessen | Norvège   | Uno-X Pro Cycling Team      | + 55 s           |
| 10e | Garikoitz Bravo    | Espagne   | Euskaltel-Euskadi           | + 1 min 01 s     |

### Classements annexes finals
| Classement par points | Classement par points | Classement par points | Classement par points     | Classement par points |
| Coureur               | Coureur               | Pays                  | Équipe                    | Points                |
| --------------------- | --------------------- | --------------------- | ------------------------- | --------------------- |
| 1er                   | Jasper Philipsen      | Belgique              | Alpecin-Fenix             | 101 pts               |
| 2e                    | Mark Cavendish        | Royaume-Uni           | Deceuninck-Quick Step     | 97 pts                |
| 3e                    | André Greipel         | Allemagne             | Israel Start-Up Nation    | 74 pts                |
| 4e                    | Stanisław Aniołkowski | Pologne               | Bingoal Pauwels Sauces WB | 69 pts                |
| 5e                    | Kristoffer Halvorsen  | Norvège               | Uno-X Pro Cycling Team    | 59 pts                |
| 6e                    | Giovanni Lonardi      | Italie                | Bardiani CSF Faizanè      | 51 pts                |
| 7e                    | Vincenzo Albanese     | Italie                | Eolo-Kometa               | 29 pts                |
| 8e                    | Manuel Peñalver       | Espagne               | Burgos-BH                 | 27 pts                |
| 9e                    | David González López  | Espagne               | Caja Rural-Seguros RGA    | 25 pts                |
| 10e                   | Jay Vine              | Australie             | Alpecin-Fenix             | 23 pts                |

| Classement par points | Classement par points | Classement par points | Classement par points     | Classement par points |
| Coureur               | Coureur               | Pays                  | Équipe                    | Points                |
| --------------------- | --------------------- | --------------------- | ------------------------- | --------------------- |
| 1er                   | Jasper Philipsen      | Belgique              | Alpecin-Fenix             | 101 pts               |
| 2e                    | Mark Cavendish        | Royaume-Uni           | Deceuninck-Quick Step     | 97 pts                |
| 3e                    | André Greipel         | Allemagne             | Israel Start-Up Nation    | 74 pts                |
| 4e                    | Stanisław Aniołkowski | Pologne               | Bingoal Pauwels Sauces WB | 69 pts                |
| 5e                    | Kristoffer Halvorsen  | Norvège               | Uno-X Pro Cycling Team    | 59 pts                |
| 6e                    | Giovanni Lonardi      | Italie                | Bardiani CSF Faizanè      | 51 pts                |
| 7e                    | Vincenzo Albanese     | Italie                | Eolo-Kometa               | 29 pts                |
| 8e                    | Manuel Peñalver       | Espagne               | Burgos-BH                 | 27 pts                |
| 9e                    | David González López  | Espagne               | Caja Rural-Seguros RGA    | 25 pts                |
| 10e                   | Jay Vine              | Australie             | Alpecin-Fenix             | 23 pts                |

| Classement de la montagne | Classement de la montagne | Classement de la montagne | Classement de la montagne   | Classement de la montagne |
| Coureur                   | Coureur                   | Pays                      | Équipe                      | Points                    |
| ------------------------- | ------------------------- | ------------------------- | --------------------------- | ------------------------- |
| 1er                       | Vitaliy Buts              | Ukraine                   | Salcano Sakarya BB          | 25 pts                    |
| 2e                        | Danilo Celano             | Italie                    | Team Sapura Cycling         | 22 pts                    |
| 3e                        | Mirco Maestri             | Italie                    | Bardiani CSF Faizanè        | 11 pts                    |
| 4e                        | Jay Vine                  | Australie                 | Alpecin-Fenix               | 11 pts                    |
| 5e                        | José Manuel Díaz          | Espagne                   | Delko                       | 10 pts                    |
| 6e                        | Nicola Venchiarutti       | Italie                    | Androni Giocattoli-Sidermec | 8 pts                     |
| 7e                        | Francesco Gavazzi         | Italie                    | Eolo-Kometa                 | 8 pts                     |
| 8e                        | Jhojan García             | Colombie                  | Caja Rural-Seguros RGA      | 7 pts                     |
| 9e                        | Alessandro Tonelli        | Italie                    | Bardiani CSF Faizanè        | 7 pts                     |
| 10e                       | Merhawi Kudus             | Érythrée                  | Astana-Premier Tech         | 6 pts                     |

| Classement de la montagne | Classement de la montagne | Classement de la montagne | Classement de la montagne   | Classement de la montagne |
| Coureur                   | Coureur                   | Pays                      | Équipe                      | Points                    |
| ------------------------- | ------------------------- | ------------------------- | --------------------------- | ------------------------- |
| 1er                       | Vitaliy Buts              | Ukraine                   | Salcano Sakarya BB          | 25 pts                    |
| 2e                        | Danilo Celano             | Italie                    | Team Sapura Cycling         | 22 pts                    |
| 3e                        | Mirco Maestri             | Italie                    | Bardiani CSF Faizanè        | 11 pts                    |
| 4e                        | Jay Vine                  | Australie                 | Alpecin-Fenix               | 11 pts                    |
| 5e                        | José Manuel Díaz          | Espagne                   | Delko                       | 10 pts                    |
| 6e                        | Nicola Venchiarutti       | Italie                    | Androni Giocattoli-Sidermec | 8 pts                     |
| 7e                        | Francesco Gavazzi         | Italie                    | Eolo-Kometa                 | 8 pts                     |
| 8e                        | Jhojan García             | Colombie                  | Caja Rural-Seguros RGA      | 7 pts                     |
| 9e                        | Alessandro Tonelli        | Italie                    | Bardiani CSF Faizanè        | 7 pts                     |
| 10e                       | Merhawi Kudus             | Érythrée                  | Astana-Premier Tech         | 6 pts                     |

| Classement des sprints | Classement des sprints | Classement des sprints | Classement des sprints      | Classement des sprints |
| Coureur                | Coureur                | Pays                   | Équipe                      | Points                 |
| ---------------------- | ---------------------- | ---------------------- | --------------------------- | ---------------------- |
| 1er                    | Ivar Slik              | Pays-Bas               | À Bloc CT                   | 13 pts                 |
| 2e                     | Sean De Bie            | Belgique               | Bingoal Pauwels Sauces WB   | 10 pts                 |
| 3e                     | Julen Irizar           | Espagne                | Euskaltel-Euskadi           | 5 pts                  |
| 4e                     | Nicola Venchiarutti    | Italie                 | Androni Giocattoli-Sidermec | 5 pts                  |
| 5e                     | Artyom Zakharov        | Kazakhstan             | Astana-Premier Tech         | 5 pts                  |
| 6e                     | Nils Sinschek          | Pays-Bas               | À Bloc CT                   | 5 pts                  |
| 7e                     | Delio Fernández        | Espagne                | Delko                       | 3 pts                  |
| 8e                     | Joël Suter             | Suisse                 | Bingoal Pauwels Sauces WB   | 3 pts                  |
| 9e                     | Samuele Zoccarato      | Italie                 | Bardiani CSF Faizanè        | 3 pts                  |
| 10e                    | Francesco Gavazzi      | Italie                 | Eolo-Kometa                 | 3 pts                  |

| Classement des sprints | Classement des sprints | Classement des sprints | Classement des sprints      | Classement des sprints |
| Coureur                | Coureur                | Pays                   | Équipe                      | Points                 |
| ---------------------- | ---------------------- | ---------------------- | --------------------------- | ---------------------- |
| 1er                    | Ivar Slik              | Pays-Bas               | À Bloc CT                   | 13 pts                 |
| 2e                     | Sean De Bie            | Belgique               | Bingoal Pauwels Sauces WB   | 10 pts                 |
| 3e                     | Julen Irizar           | Espagne                | Euskaltel-Euskadi           | 5 pts                  |
| 4e                     | Nicola Venchiarutti    | Italie                 | Androni Giocattoli-Sidermec | 5 pts                  |
| 5e                     | Artyom Zakharov        | Kazakhstan             | Astana-Premier Tech         | 5 pts                  |
| 6e                     | Nils Sinschek          | Pays-Bas               | À Bloc CT                   | 5 pts                  |
| 7e                     | Delio Fernández        | Espagne                | Delko                       | 3 pts                  |
| 8e                     | Joël Suter             | Suisse                 | Bingoal Pauwels Sauces WB   | 3 pts                  |
| 9e                     | Samuele Zoccarato      | Italie                 | Bardiani CSF Faizanè        | 3 pts                  |
| 10e                    | Francesco Gavazzi      | Italie                 | Eolo-Kometa                 | 3 pts                  |

| Classement par équipes | Classement par équipes      | Classement par équipes | Classement par équipes |
| Équipe                 | Équipe                      | Pays                   | Temps                  |
| ---------------------- | --------------------------- | ---------------------- | ---------------------- |
| 1re                    | Delko                       | France                 | 88 h 01 min 14 s       |
| 2e                     | Astana-Premier Tech         | Kazakhstan             | + 1 min 04 s           |
| 3e                     | Gazprom-RusVelo             | Russie                 | + 3 min 57 s           |
| 4e                     | Euskaltel-Euskadi           | Espagne                | + 5 min 25 s           |
| 5e                     | Bardiani CSF Faizanè        | Italie                 | + 6 min 02 s           |
| 6e                     | Eolo-Kometa                 | Italie                 | + 8 min 47 s           |
| 7e                     | Israel Start-Up Nation      | Israël                 | + 9 min 34 s           |
| 8e                     | Burgos-BH                   | Espagne                | + 10 min 17 s          |
| 9e                     | Uno-X Pro Cycling Team      | Norvège                | + 11 min 20 s          |
| 10e                    | Androni Giocattoli-Sidermec | Italie                 | + 11 min 51 s          |

| Classement par équipes | Classement par équipes      | Classement par équipes | Classement par équipes |
| Équipe                 | Équipe                      | Pays                   | Temps                  |
| ---------------------- | --------------------------- | ---------------------- | ---------------------- |
| 1re                    | Delko                       | France                 | 88 h 01 min 14 s       |
| 2e                     | Astana-Premier Tech         | Kazakhstan             | + 1 min 04 s           |
| 3e                     | Gazprom-RusVelo             | Russie                 | + 3 min 57 s           |
| 4e                     | Euskaltel-Euskadi           | Espagne                | + 5 min 25 s           |
| 5e                     | Bardiani CSF Faizanè        | Italie                 | + 6 min 02 s           |
| 6e                     | Eolo-Kometa                 | Italie                 | + 8 min 47 s           |
| 7e                     | Israel Start-Up Nation      | Israël                 | + 9 min 34 s           |
| 8e                     | Burgos-BH                   | Espagne                | + 10 min 17 s          |
| 9e                     | Uno-X Pro Cycling Team      | Norvège                | + 11 min 20 s          |
| 10e                    | Androni Giocattoli-Sidermec | Italie                 | + 11 min 51 s          |

### Classement UCI
La course attribue des points au Classement mondial UCI 2021 selon le barème suivant.
| Position           | 1er | 2e  | 3e  | 4e  | 5e | 6e | 7e | 8e | 9e | 10e | 11e | 12e | 13e | 14e | 15e | 16e à 30e | 31e à 40e |
| Classement général | 200 | 150 | 125 | 100 | 85 | 70 | 60 | 50 | 40 | 35  | 30  | 25  | 20  | 15  | 10  | 5         | 3         |
| Par étape          | 20  | 10  | 5   |     |    |    |    |    |    |     |     |     |     |     |     |           |           |
| Leader, par étape  | 5   |     |     |     |    |    |    |    |    |     |     |     |     |     |     |           |           |

## Évolution des classements
| Étape              | Vainqueur          | Classement général | Classement par points | Classement de la montagne | Classement des sprints | Classement par équipes    |
| ------------------ | ------------------ | ------------------ | --------------------- | ------------------------- | ---------------------- | ------------------------- |
| 1                  | Arvid de Kleijn    | Arvid de Kleijn    | Arvid de Kleijn       | Ivar Slik                 | Sean De Bie            | Delko                     |
| 2                  | Mark Cavendish     | Mark Cavendish     | Mark Cavendish        | Vitaliy Buts              | Artyom Zakharov        | Alpecin-Fenix             |
| 3                  | Mark Cavendish     | Mark Cavendish     | Mark Cavendish        | Vitaliy Buts              | Artyom Zakharov        | Bingoal Pauwels Sauces WB |
| 4                  | Mark Cavendish     | Mark Cavendish     | Mark Cavendish        | Vitaliy Buts              | Ivar Slik              | À Bloc CT                 |
| 5                  | José Manuel Díaz   | José Manuel Díaz   | Mark Cavendish        | Vitaliy Buts              | Ivar Slik              | Delko                     |
| 6                  | Jasper Philipsen   | José Manuel Díaz   | Mark Cavendish        | Vitaliy Buts              | Ivar Slik              | Delko                     |
| 7                  | Jasper Philipsen   | José Manuel Díaz   | Jasper Philipsen      | Vitaliy Buts              | Ivar Slik              | Delko                     |
| 8                  | Mark Cavendish     | José Manuel Díaz   | Jasper Philipsen      | Vitaliy Buts              | Ivar Slik              | Delko                     |
| Classements finals | Classements finals | José Manuel Díaz   | Jasper Philipsen      | Vitaliy Buts              | Ivar Slik              | Delko                     |